# Parada de Arriba
Parada de Arriba est une commune de la province de Salamanque dans la communauté autonome de Castille-et-León en Espagne.